# St. Laurenzen (St. Gallen)

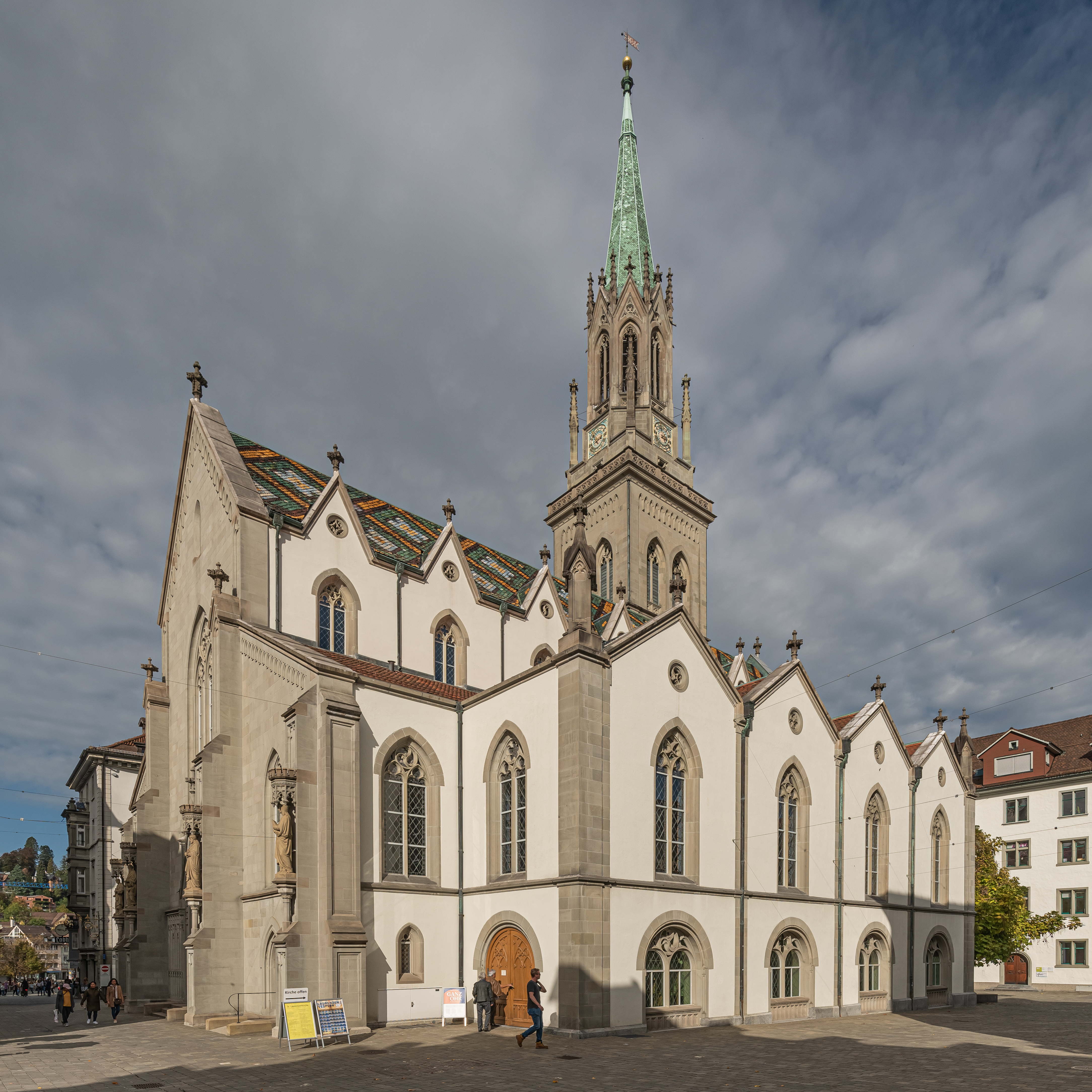
St. Laurenzenkirche, Aufnahme von Südwesten (2022)

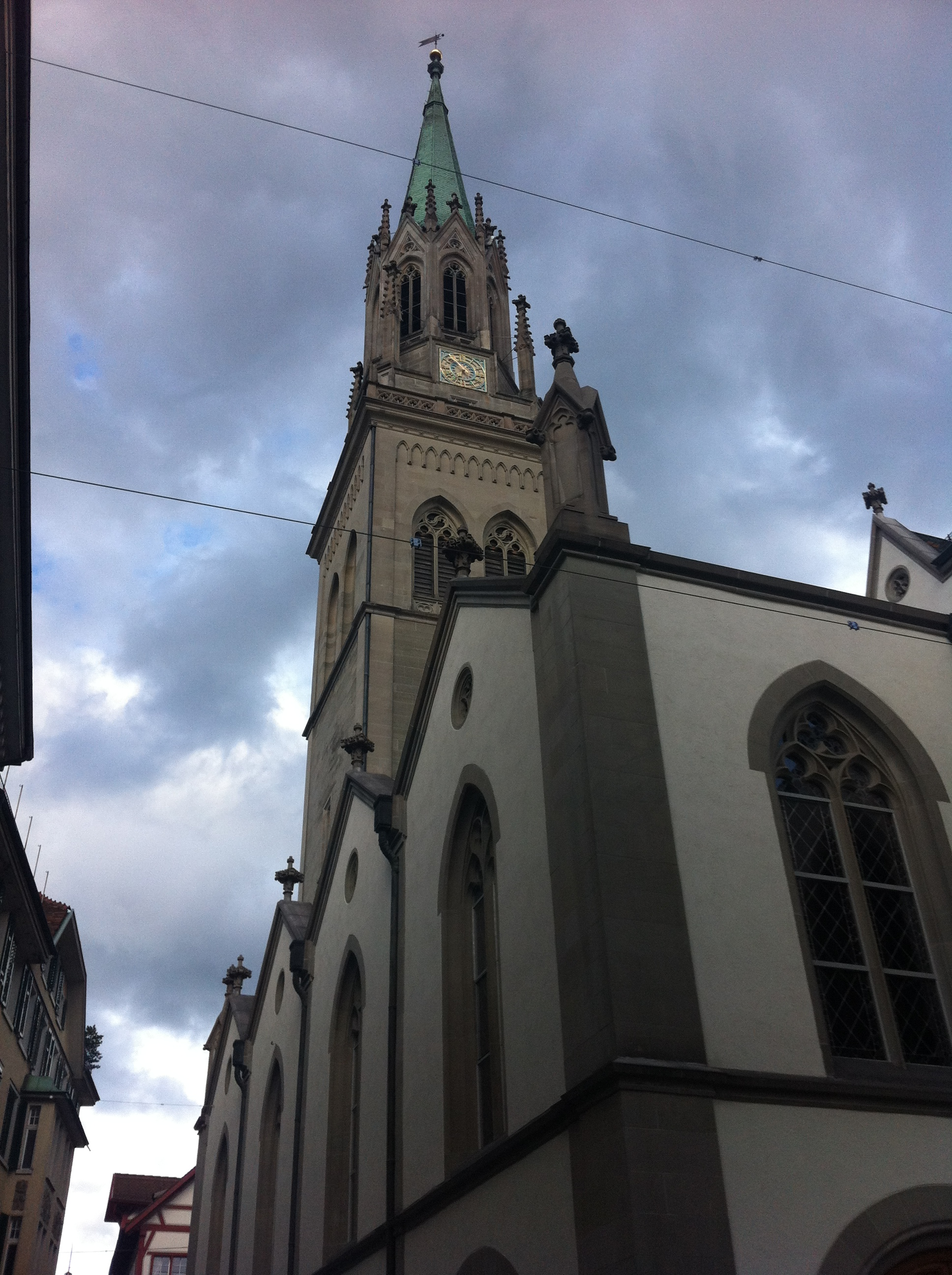
St. Laurenzenkirche, Aufnahme von Nordosten (2012)

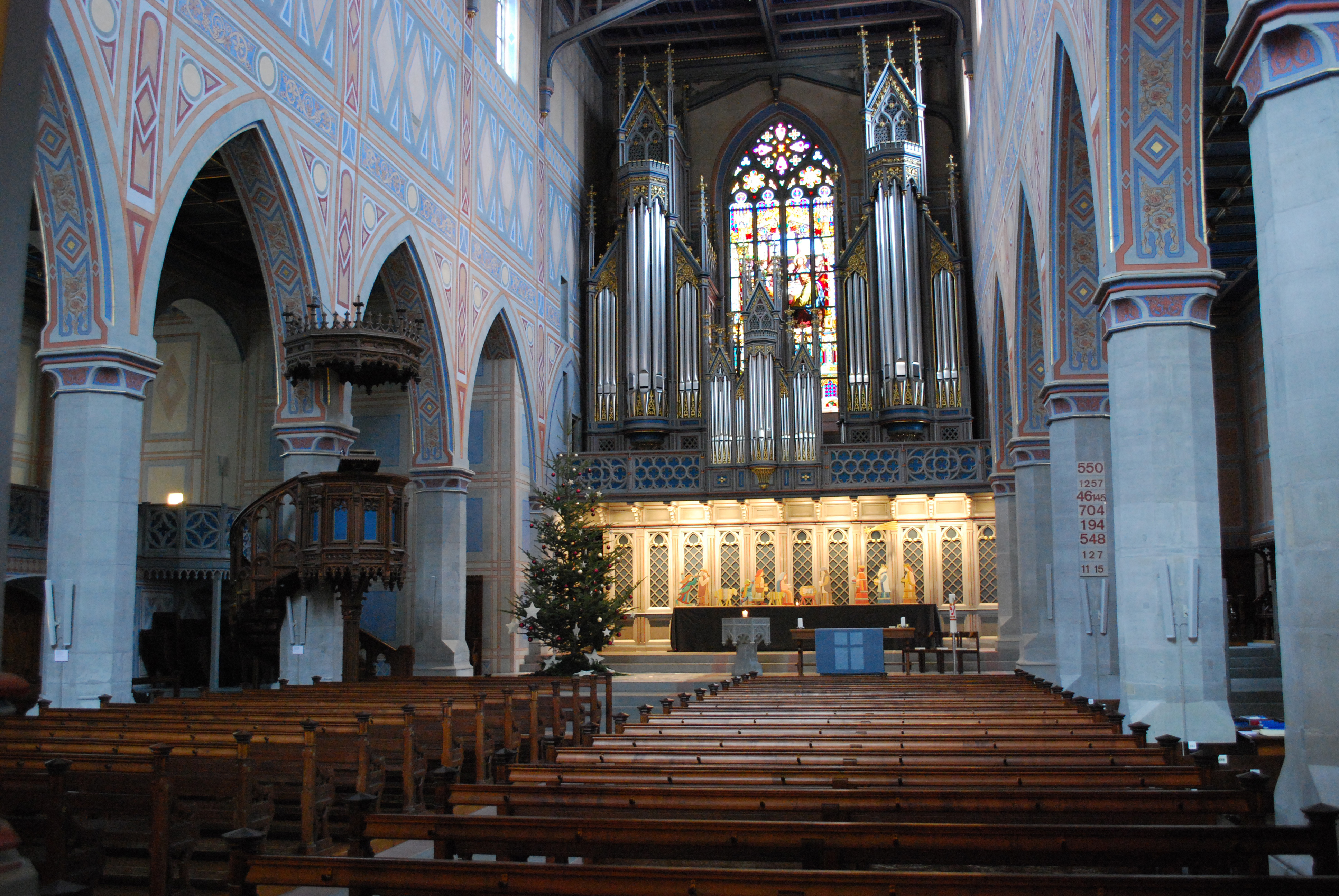
Mittelschiff, Blick nach Osten (2009)

Die Kirche St. Laurenzen ist die evangelisch-reformierte Pfarrkirche der Stadt St. Gallen. Der Bau der ersten Kirche kann auf die Mitte des 12. Jahrhunderts datiert werden. Die Kirche war über Jahrhunderte das politische, religiöse und gesellschaftliche Zentrum der Stadtrepublik St. Gallen und hat die Geschichte der Stadt nachhaltig geprägt. Noch heute ist sie der Versammlungsraum der Ortsbürger der Stadt. Die Kirche ist dem Märtyrer Laurentius von Rom als Namenspatron gewidmet; sie steht unter eidgenössischem Denkmalschutz und gilt als Baudenkmal von nationaler Bedeutung.

## Geschichte

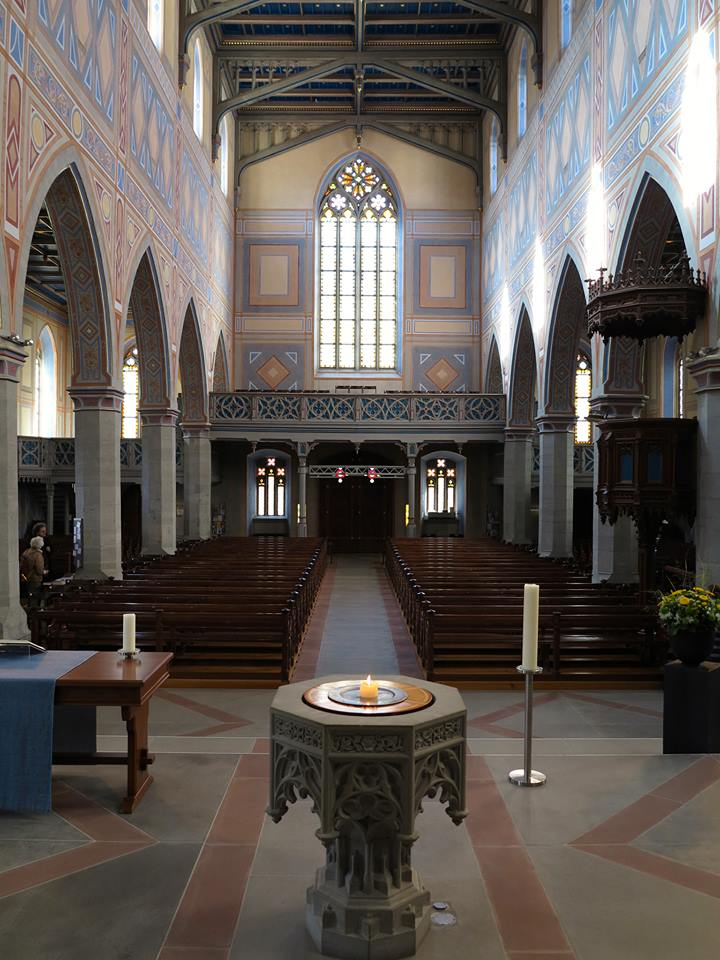
Mittelschiff, Blick nach Westen (2013)

Das Gründungsdatum der ersten Kirche ist unbekannt, kann aber auf die Mitte des 12. Jahrhunderts datiert werden. Die älteste erhaltene urkundliche Erwähnung ist in einem Dokument über eine Jahreszeitstiftung von 1225; bereits 1235 hatte die Kirche den Rang einer Pfarrkirche. Die Kirche unterstand zu dieser Zeit noch der Fürstabtei, und die Pfarrer und Benefizien waren verpflichtet, an den feierlichen Offizien im Münster und den Prozessionen teilzunehmen. Am 10. Dezember 1359 wurde die Pfarrkirche mit all ihren Kaplaneien und Einkünften in das Stift inkorporiert. Der Übergang des Kirchenregimentes an die Stadt wurde am 23. Juni 1413 durch eine Vereinbarung eingeleitet, die dem Rat die Nomination des Pfarrherrn übertrug und dem Abt nur die formelle Belehnung und die Präsentation an den Bischof von Konstanz überliess, zu dem die Abtei zu jener Zeit noch gehörte. Auch waren im Vertrag verschiedene Punkte geregelt, die der nach Selbstständigkeit strebenden Stadt entgegenkamen. Dennoch blieb die Lage zwischen Stadt und Stift angespannt, und es kam immer wieder zu Streitigkeiten. Dies erforderte einen neuen Vertrag. Im Vertrag von Bischofszell, der am 14. Juli 1509 geschlossen wurde, wurde der Vertrag von 1413 bekräftigt. Zwar wurde die Inkorporation ausgehöhlt, blieb aber formell bestehen. Kurz vor der Reformation bestand der Klerus aus neun Priestern. Diese waren der Pfarrherr (auch Kirchherr oder Rektor), der Koadjutor bei St. Laurenz, der Frühmesser, der Nachmesser, der Kaplan des Gösslerschen Benefiziums (ab 1410), welcher zugleich der Mittelmesser war, der Kaplan der St. Jakobs-Pfründe (1465), sowie die drei Ordensgeistlichen (je ein Barfüsser, Augustiner und Dominikaner) welche nicht nur als Bettelmönche arbeiteten, sondern auch kirchliche Funktionen ausübten.
Die Reformationswirren erfassten auch die Stadt St. Gallen, war doch das Verhältnis zwischen Stadt und Kloster nicht das beste. Unter dem Humanisten und Bürgermeister Joachim von Watt (Vadian) trat die Stadt der Reformationsbewegung bei. So wurde am 5. April 1524 ein entsprechendes Mandat von den beiden städtischen Räten verabschiedet. Am 2. Februar 1525 wurde die Kirche mit einer neuen Kirchenordnung dem reformierten Bekenntnis formell geöffnet. In weiteren Schritten kamen die verschieden gottesdienstlichen Änderungen. So wurde 1527 das Abendmahl nach evangelischem Ritus eingeführt, und 1528 das Verbot der (katholischen) Messe für das ganze Stadtgebiet ausgesprochen. Als Folge der Reformation beschlossen die Räte am 5. Dezember 1526 «alle götzen und bilder ... suber und rain uß der pfarr zu Sant Laurentzen» auszuräumen. Dieser Aufforderung wurde Folge geleistet, und der Bildersturm entfernte innerhalb der nächsten drei Tage aus der Kirche die «katholischen» Bilder und Statuen.
Fortan lag die Stadtkirche der reformierten Stadt keine hundert Schritte vom Zentrum des Fürstbistums entfernt. Die später errichtete Scheidemauer gab es noch nicht, und auch der Abt und seine Gotteshausleute mussten die Stadt durch dieselben Tore betreten und verlassen. Neben verschiedenen (auch offenen) Konflikten, die Stadt und Abt gegeneinander austrugen, und über die in der Geschichte der Stadt St. Gallen genauer berichtet wird, kam es auch innerhalb der Stadtmauern zu Auseinandersetzungen zwischen den ungleichen Nachbarn. So wurde den Katholiken zeitweise verboten, ihre Flaggen und Kreuze bei Prozessionen zu den nördlichen Kirchen und Kapellen aufrecht durch die Stadt zu tragen. Ebenso beschwerte sich der Abt über Diebstähle in seinem Garten (dem heutigen Klosterhof, der zur Stadt hin offen war). Mit dem Bau der Scheidemauer und dem Abtstor (Karlstor) konnte man sich erst 1566 auf eine für beide Seiten akzeptable Lösung einigen.
Die religiösen Gräben zwischen den beiden St. Gallen – dem Fürstbistum und der Stadt – blieben während der folgenden 350 Jahre zum Teil sehr tief. Erst im 20. Jahrhundert näherten sich die Konfessionen einander wieder an, unter anderem durch die Stadtvereinigung von 1918, als die katholischen Gebiete der Gemeinden von Straubenzell und Tablat (früher im fürstlichen Besitz) und die Stadt fusionierten. Es galt als kleine Sensation, als der frisch geweihte Bischof Ivo Fürer am 5. Juni 1995, unmittelbar nach seiner Weihe, feierlich in die St. Laurenzen-Kirche einzog, in die die Weihe wegen Platzmangels in der Kathedrale übertragen worden war. Die evangelisch-reformierte Kirchgemeinde hatte der Bistumsleitung dieses Angebot gemacht, um die Ökumene im Kanton herauszuheben. Als 2006 Markus Büchel zum Nachfolger von Bischof Ivo geweiht wurde und anschliessend ebenfalls in St. Laurenzen einzog, bedankte er sich bei der Kirchgemeinde und sagte, er würde «ihnen auch einmal den Dom zur Verfügung stellen, falls sie auch einmal zum Beispiel einen Bischof zu weihen haben...!»

## Baugeschichte
Die Baugeschichte ist nicht zuverlässig überliefert, da mehrere widersprüchliche Dokumente existieren. Auch über die Vorgängerkirchen ist wenig Schriftliches erhalten; in vielen Fällen wird die Kirche nur erwähnt, ohne genauere Angaben über die Erbauung. Viele Erkenntnisse beruhen daher auf archäologischen und zum Teil widersprüchlichen Funden, wie z. B. die Ausgrabungen im Rahmen des Baus der Fussbodenheizung 1954/1955 und die spätere Renovation 1963–1979. Diese Änderungen sind nicht in allen Werken angeführt, da eines der Hauptwerke der Stadtarchitektur, zwischen den beiden Ausgrabungen 1957 veröffentlicht wurde und somit die Erkenntnisse der ersten Ausgrabung dokumentiert.

Grundrissvergleich der verschiedenen Bauetappen

### 1. Bauetappe (Erste Kirche)
Ein einschiffiger Rechteckbau ohne Choreinzug; es gab einen kleinen Nordannex. Die Entstehung wird in die erste Hälfte des 12. Jahrhunderts datiert. 1215 wurde die Kirche durch ein Feuer beschädigt und wieder hergerichtet. Die Achse des Bauwerkes lag südlicher als die der nachfolgenden Kirchenbauten.
Irmgard Grüninger und Bruno Kaufmann von der Reformierten Kirchgemeinde datieren die erste Kirche auf die Zeit um 800. Der Bau hätte als Begräbnisstätte gedient und wird einem Priester Burkard zugeordnet. Auch der Archäologe Hans Rudolf Sennhauser, der die Ausgrabungen 1976 beaufsichtigte, datiert die erste Kirche erheblich früher.

### 2. Bauetappe (Zweite Kirche)
Neubau des Chores (vor 1200), Erweiterung der Saalkirche. 1235 wird St. Laurenzen erstmalig als Pfarrkirche erwähnt.

### 3. Bauetappe (Dritte Kirche)
Einschiffiger Rechteckbau ohne Choreinzug. Der Bau hatte die Breite des Mittelschiffes und befand sich auch in dieser Lage. Nach 1305 errichtet, wobei der zweite Bau vollständig abgetragen wurde. Vom 1305 erbauten Turm sind noch Werkstücke im heutigen Turm erhalten, der 1423 vollendet wurde. 1314 Reparaturarbeiten nach dem zweiten Stadtbrand und Einbau zusätzlicher Stützpfosten sowie die Abtrennung des Chores.

### 4. Bauetappe (Vierte Kirche)

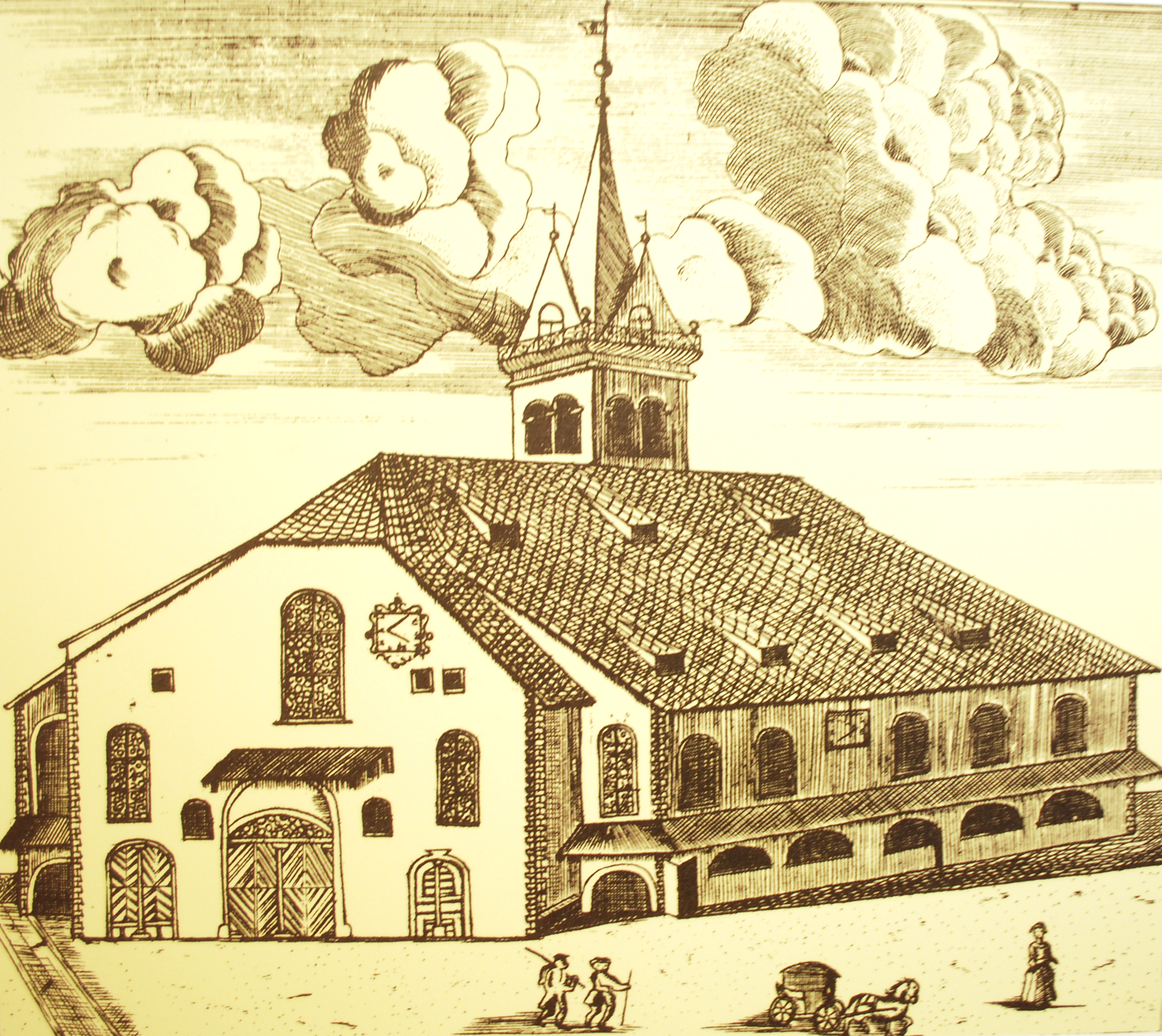
Die vierte Kirche nach den Ausbauarbeiten von 1577, Kupferstich von Laurenz Halder (1784)

Nachdem die zweite Kirche 1413 vollständig abgetragen worden war, fand eine Grundsteinlegung statt. Der erste Baumeister war Johannes Murer aus St. Gallen, der den Bau zweieinhalb Jahre leitete. Er wurde aber abgesetzt, weil sein Werk laut zeitgenössischen Aussagen «nichts taugte». Es wird vermutet, dass es während der Bauarbeiten zu einem Einsturz kam; er wurde durch Michael von Safoy abgelöst. Dieser wird vermutlich die bestehenden Teile abgeändert haben, so dass man von seinem Werk sprechen darf, obwohl er anfangs seinen Sohn als bevollmächtigten Stellvertreter geschickt hatte. Bereits Safoy wollte das Hauptschiff über die Seitenschiffe hinaus erhöhen, um zusätzliche Fenster über dem Mittelschiff anbringen zu können; diese Pläne wurden jedoch nicht umgesetzt.
Nach dem dritten Stadtbrand 1418, der die Kirche allerdings nicht unmittelbar in Mitleidenschaft gezogen hatte, verlangsamte sich der Baufortschritt deutlich. Kirche und Turm wurden 1423 fertiggestellt.

### 5. Bauetappe
1513–1515 Anbau der Nordempore. 1526 Reformation und Bildersturm.

### 6. Bauetappe
1577/78 neuer Turmhelm; Anbau der Südempore.

### 7. Bauetappe
1761 neue Orgel. 1765 neuer Turmabschluss.

### 8. Bauetappe (Fünfte Kirche)

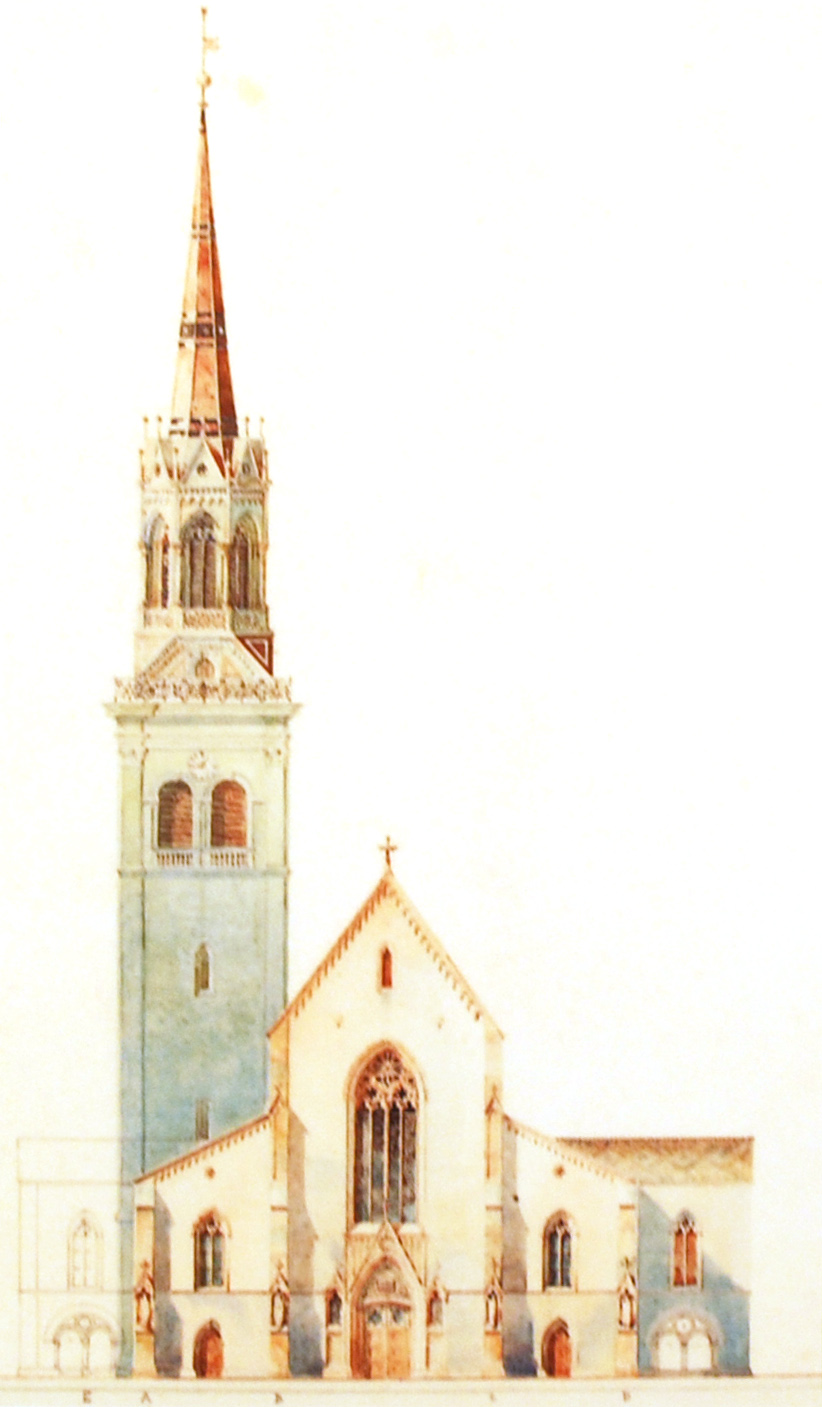
Skizze von Johann Georg Müller für sein Restaurationsprojekt von 1845; dieser Entwurf wurde weitgehend umgesetzt

1845 wurden von Johann Georg Müller (1822–1849) Pläne für eine umfassende Renovation und Erneuerung erarbeitet, da die Renovationsbedürftigkeit des Kirchengebäudes seit dem Beginn des 19. Jahrhunderts nicht mehr zu übersehen war. Müller setzte sich mit seinen Plänen gegen verschiedene andere Architekten durch, die zum Teil einen vollständigen Neubau der Kirche vorsahen. Die Pläne wurden in veränderter Form von Johann Christoph Kunkler 1851 bis 1854 ausgeführt, da Müller bereits am 2. Mai 1849 im Alter von 27 Jahren verstorben war.
Die Westfassade wurde dabei vollständig abgetragen. Die Arkaden der Kirchenschiffe und der Empore sowie Teile der Umfassungsmauer wurden beibehalten. Der Turm wurde bis auf den Fuss der Glockenstube abgetragen und nach Plänen des Zürcher Kirchenarchitekten Ferdinand Stadler im neugotischen Stil neu aufgebaut. Die markanteste Veränderung gegenüber Müllers Projekt sind die spitzbogigen Schallfenster im Glockenstuhl.
Das Mittelschiff wurde, in Unkenntnis der Pläne von Safoy, erhöht und mit einer zusätzlichen Fensterreihe über den Seitenschiffen ausgestattet. Die neuen Fassadenteile wurden im gotischen Stil erbaut, da Johann Georg Müller grossen Wert auf die Denkmalpflege gelegt hatte. Dies erklärt, weshalb in St. Gallen eine reformierte Kirche in einem Baustil steht, der eigentlich bereits vor der Reformation nicht mehr verwendet wurde.

### Renovationen
1903 erhielt die Kirche einen neuen Terrazzo-Fussboden.

### Heutiger Kirchbau (Renovation 1963–1979)
Es erfolgte ein Versuch, die 8. Bauetappe wiederherzustellen. Bei verschiedenen Ausgrabungsarbeiten wurden unter anderem auch Gräber unter der Kirche freigelegt.

### Ausgrabungen
Vom 20. Juli 1976 bis zum 28. Januar 1977 wurden im Inneren der Kirche archäologische Ausgrabungen unter der Leitung des Stiftsbibliothekars Johannes Duft und des eidgenössischen Experten Hans Rudolf Sennhauser durchgeführt. Die Öffentlichkeit konnte auf den Emporen die Ausgrabungsarbeiten begleiten und beobachten. Dabei wurden im gesamten Kirchenschiff der Boden 50 cm tief abgegraben. Sondierschnitte wurden viel tiefer durchgeführt. Dabei wurden neben Resten der Vorgängerkirchen auch elf Gräber und ein Ossar (Knochenkasten) gefunden. Weitere Streufunde konnten 130 verschiedenen Individuen zugeordnet werden. Bei der Hälfte der Individuen handelte es sich um Kinder. Deswegen geht man davon aus, dass die Kirche auf einem ehemaligen Kinderfriedhof errichtet wurde. Anhand der Dicke der Schädel wird vermutet, dass es sich um spätrömische/keltische Bewohner oder deren Nachfahren gehandelt hat.

## Bauwerk
Es handelt sich um eine flachgedeckte Pfeilerbasilika mit an den Längsseiten angebauten Emporentrakten. Diese Emporen ruhen auf nach aussen offenen Arkaden, den ehemaligen «Fischbänken», welche aber nach innen geschlossen sind. Die Kirche besitzt im Erdgeschoss drei und in den Emporenbereichen fünf Schiffe. In der Flucht des Hauptschiffes, und an dieses anfügend, befindet sich der einschiffige, rechteckige Chor. Nördlich an den Chor, leicht vorspringend, schliesst sich der Turm an. Gegenüber vom Turm, neben dem Chor, befindet sich ein quadratischer, sowohl zum Chor wie zum Schiff offener, kapellenartiger Nebenraum. Der Nebenraum bildet das siebte Joch des Seitenschiffes. Es ist kein Chorbogen vorhanden, denn das Langhaus geht ohne Bogentrennung in den Chor über. Die Emporen fangen erst beim zweiten Joch des Schiffes an. Die Südempore ist sechsgliedrig und besitzt ein Joch mehr als die Langhauspartie, an die sie anschliesst. Die gegenüberliegende Nordempore besitzt fünf Joche und stimmt in dieser Hinsicht mit der Schiffseinteilung überein. Im ersten Joch des Langschiffes (Ostseite) befindet sich eine Orgelempore. Die Sakristei ist im Erdgeschoss des Turms untergebracht. Der Turm ruht auf einem viereckigen Schaft, geht dann in ein oktogonales Obergeschoss über und hat einen Spitzhelm.

## Orgeln
Nachweislich befand sich seit 1511 eine Orgel in der Kirche, die am 18. September des Jahres (Donnerstag vor St. Matthäus) geweiht wurde. Nach der Reformation wurde das kirchliche Orgelspiel eher vernachlässigt. Erst 1761 wurde auf Antrag der Zünfte von den Räten  die Anschaffung einer Orgel beschlossen. Für das Gehäuse wurde mit Joseph Anton Feuchtmayer (in den Verträgen findet sich auch die alternative Schreibweise «Joseph (Anton) Faichtmair», wobei teilweise auch sein Nachfolger Johann Georg Dirr erwähnt wird), einem Bildhauer aus Salmansweiler, ein Vertrag unterzeichnet. In einem zweiten Vertrag vom 23. Juli 1762 wurde Feuchtmayer auch mit der Fassung beauftragt; die Tischlerarbeiten übernahm der Schreinergeselle Johann Baptist Bodmer. Erbauer der Orgel war Johann Jakob Bommer aus Lommis. Bei den beiden Engeln und auch beim Stadtwappen beurteilte die Abnahmekommission, dass diese nicht den vertraglichen Vereinbarungen entsprachen. Sie wurden entfernt und auf den Dachboden eingelagert und sind heute verschollen.
1856 erbaute Martin Braun aus Spaichingen eine neue Orgel. Das neugotische Gehäuse basiert auf einem Entwurf von Johann Christoph Kunkler.

### Kuhn-Orgel (1979/2007)

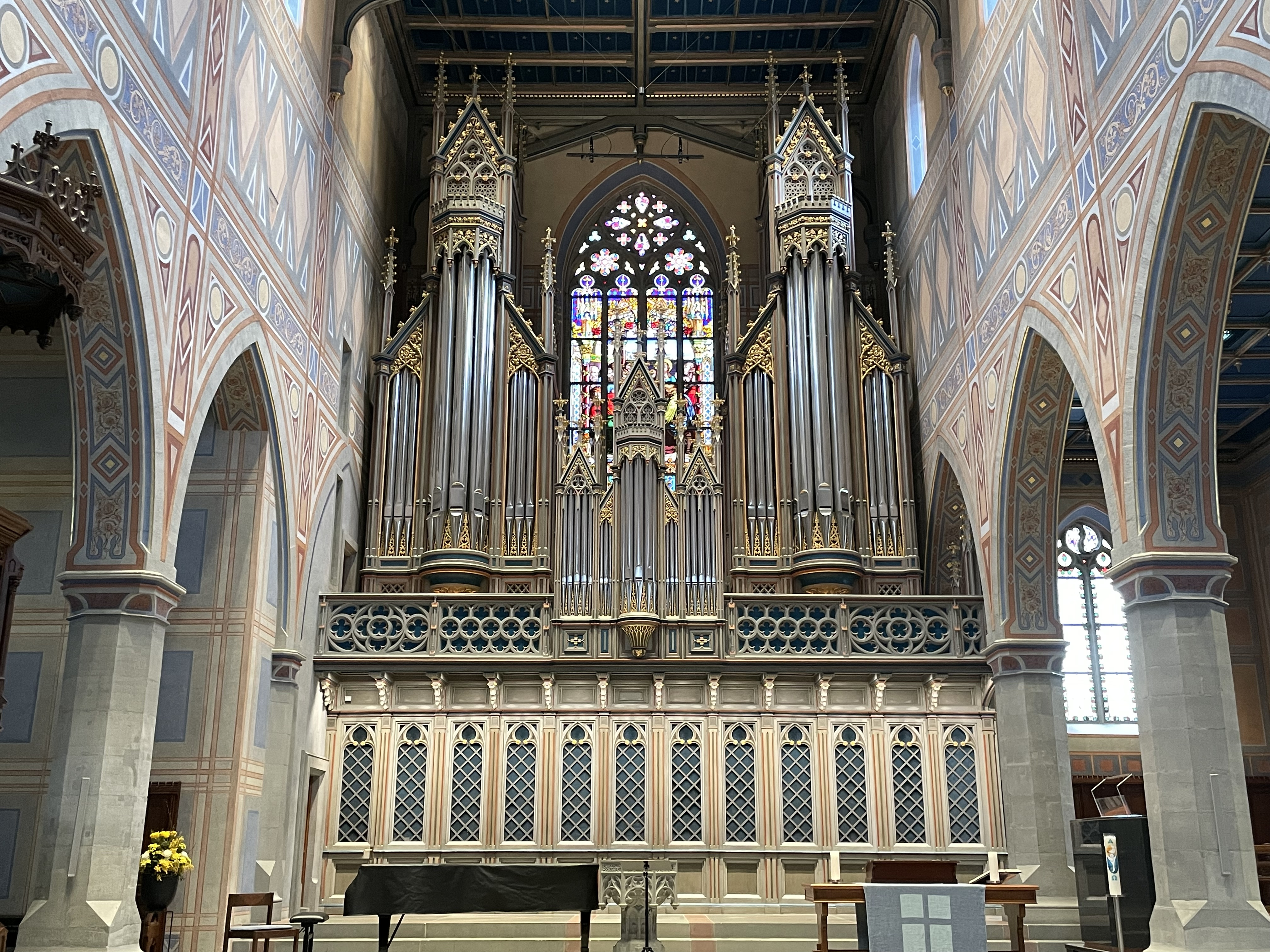
Kuhn-Orgel (1979/2007/2023)

1979 baute die Firma Orgelbau Kuhn aus Männedorf ein neues Instrument mit 45 Registern auf drei Manualen und Pedal. Die Orgel steht auf der Ostempore über dem Chorraum vorne in der Kirche. Das Unterwerk im Schwellkasten befindet sich im Untergeschoss unter der Empore; der Klangaustritt erfolgt durch die Kreuzgitter-Füllungen der durchlaufenden Frontverkleidung. 2007 führte die Erbauerfirma Dispositionsänderungen durch und erweiterte die Orgel mit einer Setzeranlage (2'500 Kombinationen).
| I Rückpositiv C–g3 |                   |       |
| 01.                | Suavial           | 8′    |
| 02.                | Bleigedackt       | 8′    |
| 03.                | Principal         | 4′    |
| 04.                | Koppelflöte       | 4′    |
| 05.                | Sesquialtera II 0 | 2 ⁄3′ |
| 06.                | Schwiegel         | 2′    |
| 07.                | Spitzquinte       | 1 ⁄3′ |
| 08.                | Sifflöte          | 1′    |
| 09.                | Scharf III        | 1′    |
| 10.                | Krummhorn         | 8′    |
|                    | Tremulant         |       |

| II Hauptwerk C–g3 |                  |        |
| 11.               | Pommer           | 16′    |
| 12.               | Praestant        | 08′    |
| 13.               | Flûte harmonique | 08′    |
| 14.               | Spitzgedackt 0   | 08′    |
| 15.               | Octave           | 04′    |
| 16.               | Rohrflöte        | 04′    |
| 17.               | Quinte           | 02 ⁄3′ |
| 18.               | Superoctave      | 02′    |
| 19.               | Mixtur IV        | 01 ⁄3′ |
| 20.               | Cornett V        | 08′    |
| 21.               | Trompete         | 08′    |

| III Unterwerk (schwellbar) C–g3 |                      |         |
| 22.                             | Ital. Principal      | 08′     |
| 23.                             | Holzgedackt          | 08′     |
| 24.                             | Viola di Gamba       | 08′     |
| 25.                             | Unda maris           | 08′     |
| 26.                             | Geigenprincipal      | 04′     |
| 27.                             | Traversflöte         | 04′     |
| 28.                             | Nazard               | 02 ⁄3′  |
| 29.                             | Flageolet            | 02′     |
| 30.                             | Terz                 | 01 3⁄5′ |
| 31.                             | Mixtur V             | 02′     |
| 32.                             | Fagott               | 16′     |
| 33.                             | Trompette harmonique | 08′     |
| 34.                             | Oboe                 | 08′     |
|                                 | Tremulant            |         |

| Pedal C–f1 |              |        |
| 35.        | Praestant    | 16′    |
| 36.        | Subbass      | 16′    |
| 37.        | Octave       | 08′    |
| 38.        | Spitzflöte   | 08′    |
| 39.        | Violoncello  | 08′    |
| 40.        | Octave       | 04′    |
| 41.        | Rohrpfeife 0 | 04′    |
| 42.        | Mixtur IV    | 02 ⁄3′ |
| 43.        | Posaune      | 16′    |
| 44.        | Zinke        | 08′    |
| 45.        | Schalmei     | 04′    |

### Orgelanlage (Goll/Rieger 2023–2024)

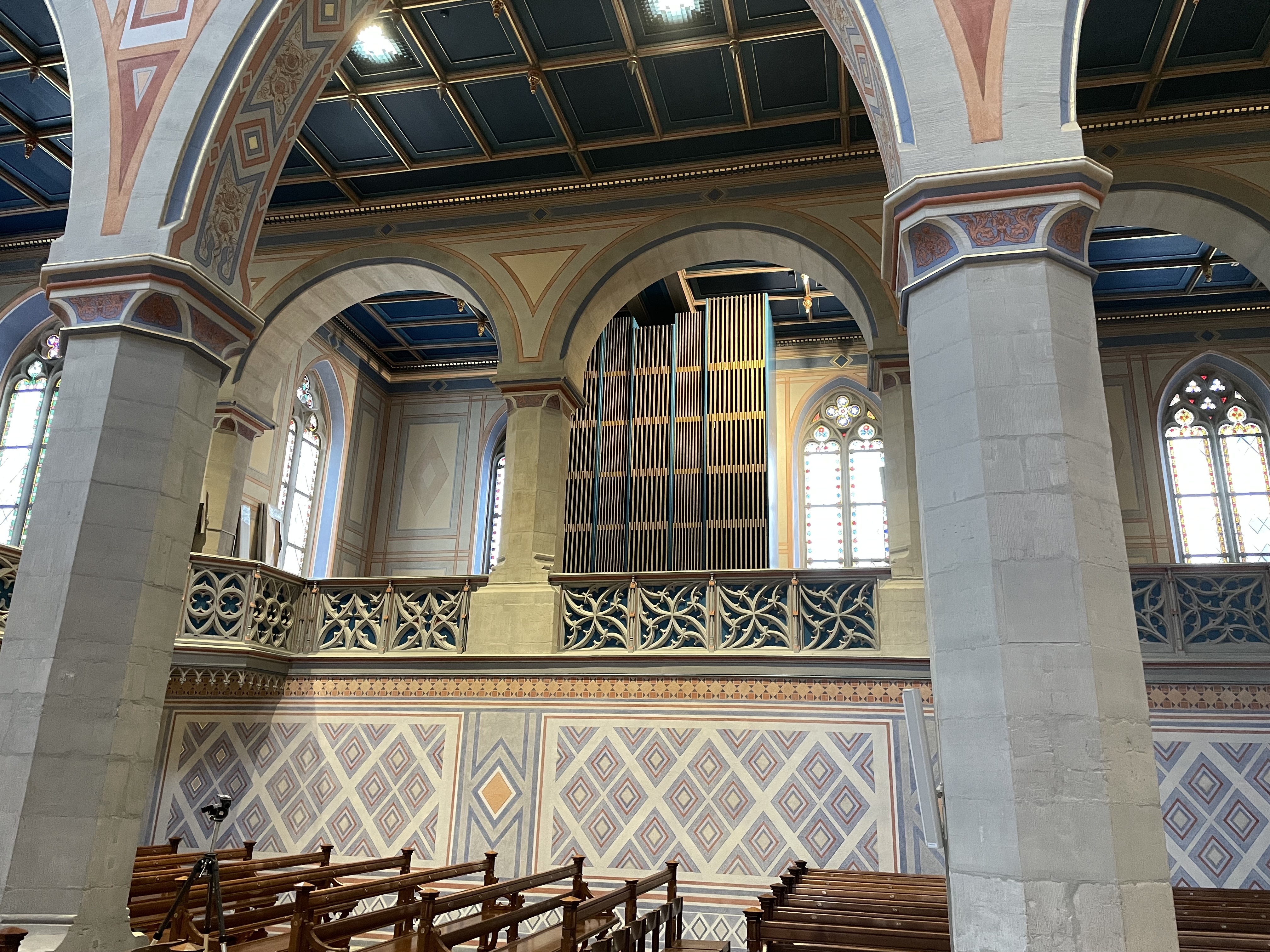
Nordwerk (2023)

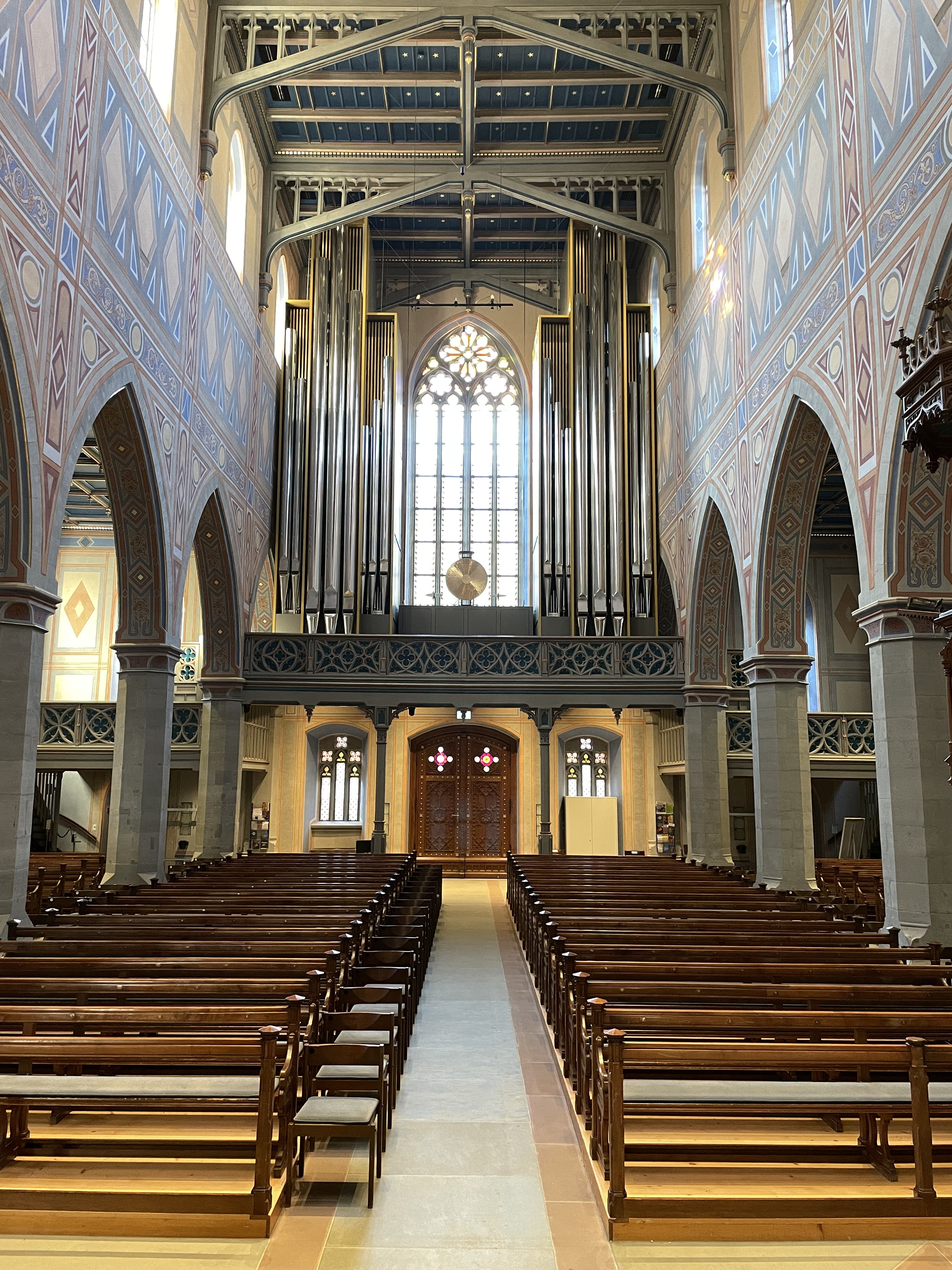
Westwerk (2024)

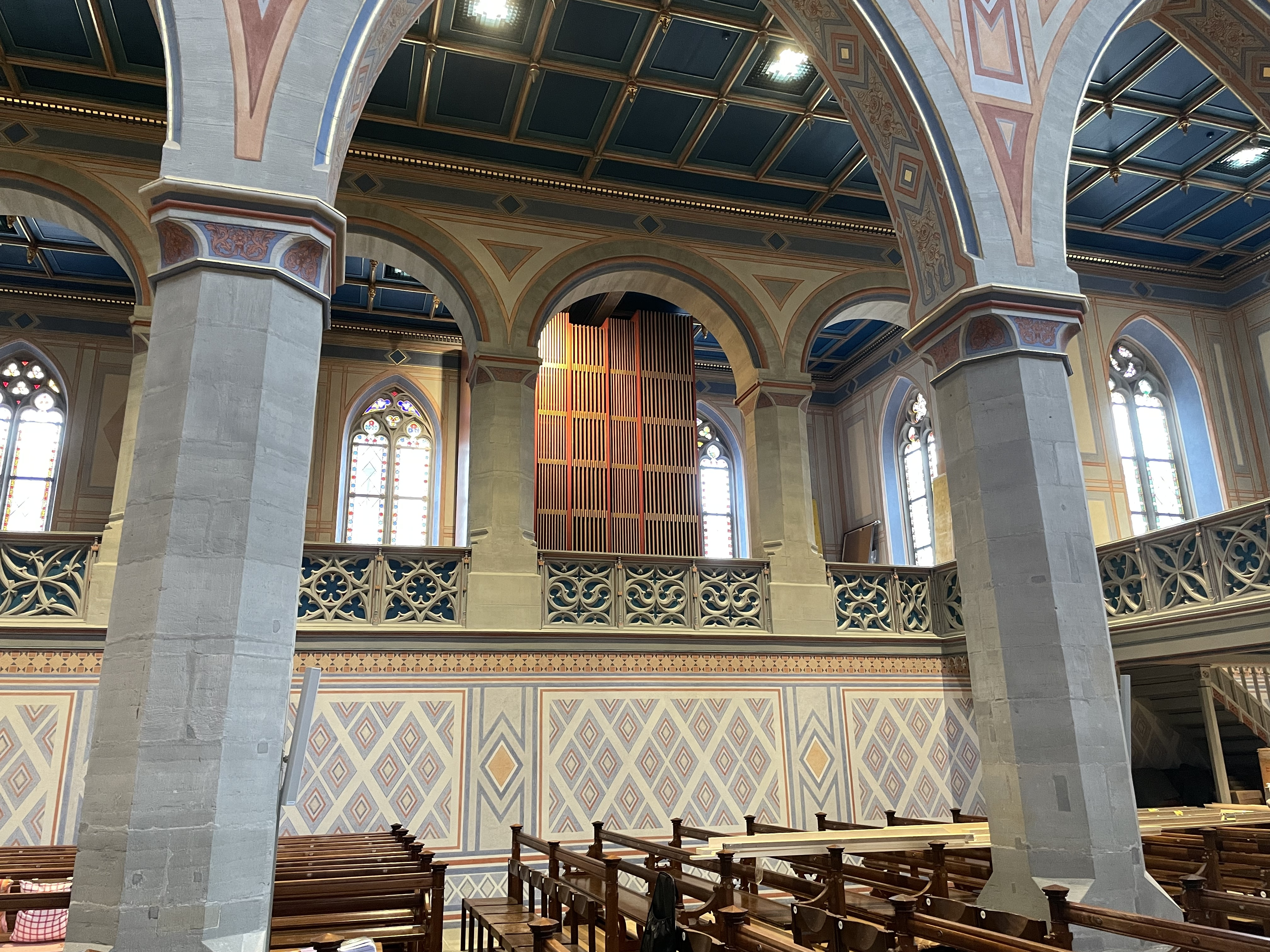
Südwerk (2023)

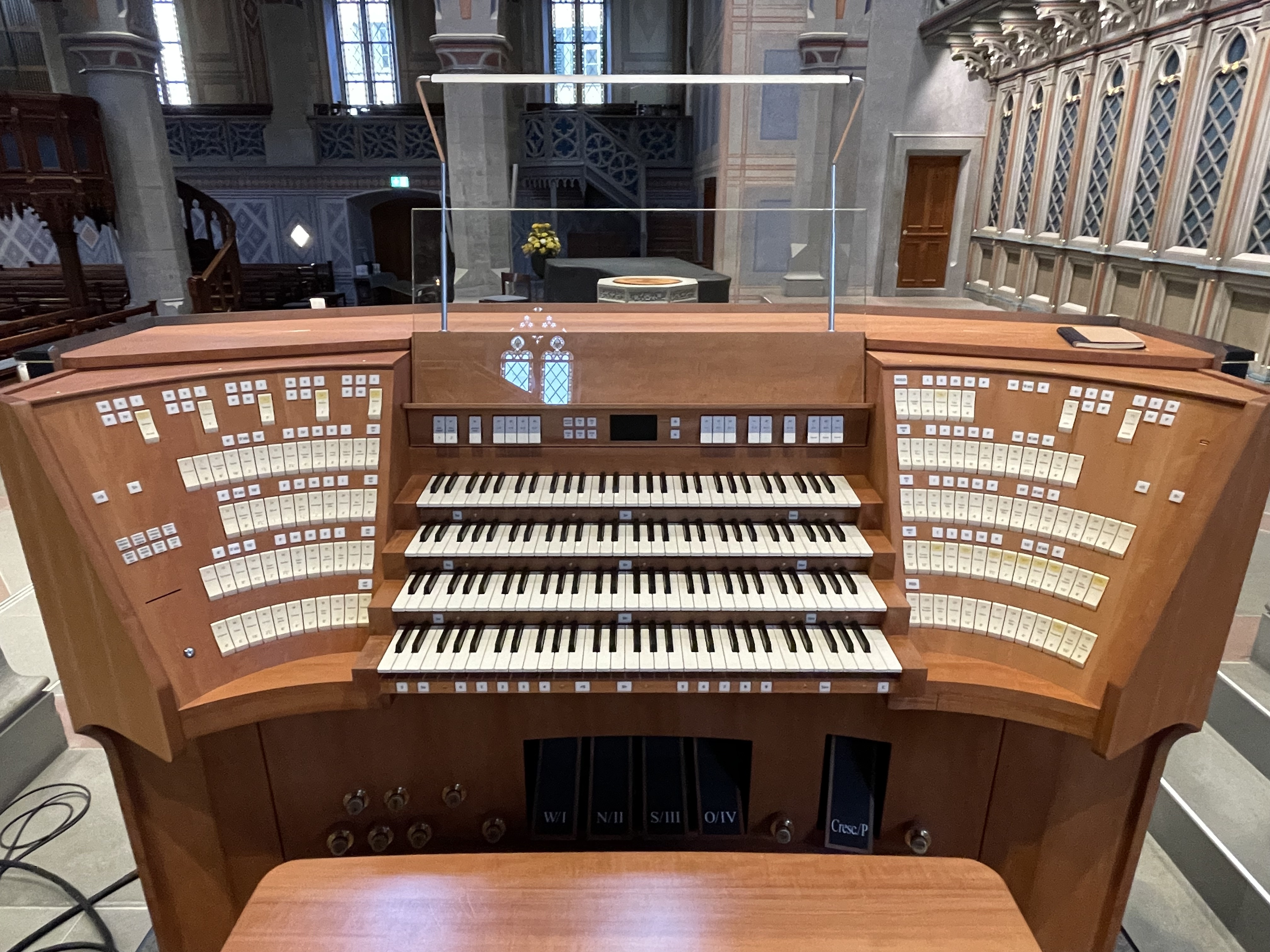
Spieltisch (2023)

Seit 2020 war eine Neukonzeption der Orgel in Planung, die die bestehende Kuhn-Orgel von 1979/2007 mit neu zu bauenden Teilwerken (Orgelbau Goll, Luzern) an drei weiteren Standorten in der Kirche zu einer grösseren Orgelanlage erweitert. Rieger Orgelbau aus Schwarzach (Vorarlberg) baute hierfür einen neuen beweglichen viermanualigen Spieltisch, der sich im Chorraum befindet, und der mechanische Spieltisch der Kuhn-Orgel auf der Ostempore wurde entfernt. Im September 2023 fand die Orgelweihe mit Einweihungskonzert statt (mit Ausnahme der West-Orgel). Im Frühjahr 2024 wurde die West-Orgel fertiggestellt und die komplette Orgelanlage im April 2024 im Rahmen des Ersten Orgelfestivals öffentlich vorgestellt. Die Orgelanlage verfügt über 76 klingende Register, neun Extensionen und vier Perkussions-Register.
Disposition der drei neuen Teilwerke:
| Principal-Werk C-c4 (West-Orgel, im Schwellkasten) |                              |         |
| 01.                                                | Violonbass                   | 32’     |
| 02.                                                | Contra-Bourdon               | 32’     |
| 03.                                                | Principal                    | 16’     |
| 0                                                  | Subbass (Ext. Nr. 2)         | 16’     |
| 04.                                                | Principal                    | 08’     |
| 0                                                  | Bourdon (Ext. Nr. 2)         | 08’     |
| 05.                                                | Quinte                       | 05 1⁄3’ |
| 06.                                                | Octave                       | 04’     |
| 07.                                                | Octave                       | 02’     |
| 08.                                                | Mixtur                       | 02 ⁄3’  |
| 09.                                                | Trompete                     | 08’     |
| 10.                                                | Tuba magna                   | 16’     |
| 0                                                  | Tuba mirabilis (Ext. Nr. 10) | 08’     |
|                                                    | Tremulant                    |         |
|                                                    | Tamtam                       |         |
|                                                    | Becken                       |         |

| Flöten-Werk C-c4 (Süd-Orgel, im Schwellkasten) |                               |         |
| 01.                                            | Lieblich Bourdon              | 16’     |
| 0                                              | Lieblich Bourdon (Ext. Nr. 1) | 08’     |
| 02.                                            | Hohlflöte                     | 08’     |
| 03.                                            | Doppelflöte                   | 08’     |
| 04.                                            | Flauto dolce                  | 08’     |
| 05.                                            | Quintatön                     | 08’     |
| 0                                              | Hohlflöte (Ext. Nr. 2)        | 04’     |
| 0                                              | Doppelflöte (Ext. Nr. 3)      | 04’     |
| 0                                              | Flauto dolce (Ext. Nr. 4)     | 04’     |
| 06.                                            | Traverso                      | 04’     |
| 07.                                            | Quintflöte                    | 02 ⁄3’  |
| 08.                                            | Piccolo                       | 02’     |
| 09.                                            | Terzflöte                     | 01 3⁄5’ |
| 10.                                            | Septime                       | 01 ⁄7’  |
| 11.                                            | Saxophon                      | 08’     |
|                                                | Tremulant                     |         |
|                                                | Crotales                      |         |

| Streicher-Werk C-c4 (Nord-Orgel, im Schwellkasten) |                        |        |
| 01.                                                | Violone                | 16’    |
| 02.                                                | Rohrflöte              | 16’    |
| 03.                                                | Gambe                  | 08’    |
| 04.                                                | Salicional             | 08’    |
| 05.                                                | Dolcissimo             | 08’    |
| 0                                                  | Rohrflöte (Ext. Nr. 2) | 08’    |
| 06.                                                | Vox coelestis          | 08’    |
| 07.                                                | Salicet                | 04’    |
| 0                                                  | Rohrflöte (Ext. Nr. 2) | 04’    |
| 08.                                                | Harmonia aetherea      | 02 ⁄3’ |
| 09.                                                | Aeoline                | 16’    |
| 10.                                                | Vox humana             | 08’    |
|                                                    | Tremulant              |        |
|                                                    | Glocken                |        |

- Koppeln:
  - Normalkoppeln: II/I, III/I, IV/I; III/II, IV/II; IV/III; I/P, II/P, III/P, IV/P.
  - Suboktavkoppeln: I/I, II/I, III/I, IV/I, II/II, III/II, IV/II, III/III, IV/III, IV/IV.
  - Superoktavkoppeln: I/I, II/I, III/I, IV/I, II/II, III/II, IV/II, III/III, IV/III, IV/IV.
  - Melodiekoppeln: II/I, III/I, IV/I.
  - Zwei freie Koppeln.
- Spielhilfen: Setzeranlage, Sequenzer vor und zurück. Äquallage-Absteller für alle Manuale. Sostenuto in allen Manualen. Pedalteilung. Absteller für jedes Teilwerk. Replay-System. Fünf Balanciertritte für die Schwellwerke und das Registercrescendo. Traktur-Modi: proportional, digital und mechanisch.

## Organisten
- Rudolf Lutz (* 1951), 1973–2013.
- Bernhard Ruchti (* 1974), seit 2013.